# Geranomyia victoriae
Geranomyia victoriae är en tvåvingeart som beskrevs av Alexander 1928. Geranomyia victoriae ingår i släktet Geranomyia och familjen småharkrankar. Inga underarter finns listade i Catalogue of Life.